# Atomizer Geyser
Atomizer Geyser est un geyser de type « cône » situé dans le Upper Geyser Basin dans le parc national de Yellowstone aux États-Unis. Il fait partie du groupe de geysers Cascade qui inclut également Artemisia Geyser. Son nom fait référence à la fine brume ressemblant au jet d'un atomiseur qui est éjectée lors de ses éruptions majeures.

## Géologie
Atomizer est composé de deux cônes de 1 m de hauteur. Le cône gauche est le cône de jet d'où proviennent tous les jets d'eau. L'autre cône (le droit) éjecte une fine brume lors des éruptions majeures, ce qui donne son nom au geyser. Atomizer entre généralement en éruption en série. Celle-ci se compose de trois à cinq éruptions mineures et une éruption majeure. Les éruptions mineures durent environ une minute et atteignent 9 m. Les éruptions majeures durent de 8 à 10 minutes et atteignent 12 à 15 m. Les éruptions majeures ont une phase de vapeur après la phase d'eau.
L'eau d'Atomizer déborde toutes les quelques minutes pendant deux à quatre heures jusqu'à ce que la première éruption mineure se produise. Quatre à six éruptions mineures se produisent à environ une heure d'intervalle, cet intervalle pouvant être compris entre 2 et 5 heures. L'éruption majeure commencera entre 7 minutes et une heure et demie après la dernière éruption mineure. Ensuite, le cône prend environ six heures pour se remplir d'eau.